# Schmidtov dvoličnik
Schmidtov dvoličnik (znanstveno ime Dimorphocoris schmidti) je vrsta stenice iz družine travniških stenic, razširjena v Vzhodnih Alpah.
Podobno kot pri ostalih predstavnikih tega rodu je pri Schmidtovem dvoličniku opazen izrazit spolni dimorfizem: samci so podolgovati in z normalnimi krili, samice pa imajo bistveno krajše, bolj čokato telo in delno reducirana gornja krila, ki segajo le do 5. ali 6. člena zadka na hrbtni strani. Z redukcijo so izgubile sposobnost letenja. Vrsta se prehranjuje s travami in je aktivna poleti, med julijem ter avgustom.
Razširjen je predvsem po avstrijskem delu Alp z nekaj posamičnimi najdbami v Kamniško-Savinjskih Alpah v Sloveniji, odkrit pa je bil tudi na Slovaškem. Vrsta je bila opisana po primerkih, verjetno nabranih na planini Dolga Njiva pod Zaplato (možno sicer, da je nahajališče istoimenska planina pod Krvavcem). Odkritelj, prirodoslovec Ferdinand Jožef Schmidt, jih je poslal enomologu Franzu Fieberju, ki je novo vrsto poimenoval po odkritelju. Šele po več kot sto letih so vrsto na tem območju spet našli. Na Rdeči seznam stenic iz Pravilnika o uvrstitvi ogroženih rastlinskih in živalskih vrst v rdeči seznam je Schmidtov dvoličnik uvrščen kot prizadeta vrsta.
V Sloveniji živi še ena vrsta tega rodu, Saulijev dvoličnik, ki pa je vrsta mediteranskih polpuščav, endemit Vremščice, in Saulijevemu ni bližnje soroden.